# Ingrid Syrstad Engen
Ingrid Syrstad Engen (Melhus, 29 aprile 1998) è una calciatrice norvegese, centrocampista del OL Lyonnes e della nazionale norvegese.

## Carriera

### Club
Dopo aver iniziato la carriera nelle giovanili di Melhus e Gimse, nel 2014 Engen si trasferisce al Trondheims-Ørn dove fa il suo esordio in Toppserien, massimo livello del campionato norvegese femminile di calcio, quello stesso campionato condividendo inoltre con le compagne il percorso che vedono la sua squadra giungere alla finale di Coppa di Norvegia, poi persa per 3-1 con le rivali del LSK Kvinner
Al termine del campionato 2016, pur avendo avuto proposte di altri club, decide di estendere il suo contratto con la società di Trondheims rimanendovi per un'altra stagione, collezionando nei tre campionati disputati con la squadra 87 presenze e realizzando 11 reti.
Trasferitasi al LSK Kvinner, dopo aver contribuito a conquistare il double campionato-coppa, nel dicembre 2018 ha firmato un contratto con le campionesse di Germania in carica del Wolfsburg accettando, come parte dell'accordo, il ritorno all'LSK in prestito per la prima metà della stagione 2019 per rientrare poi al Wolfsburg nell'estate 2019 per la preparazione alla stagione 2019-2020.

### Nazionale
Engen è stata chiamata per la prima volta nella nazionale norvegese nella Coppa Algarve del 2018. Ha esordito per la prima volta in Norvegia, con la sconfitta per 4-3 contro l'Australia ad Albufeira.
Nel settembre del 2018, Engen ha segnato nelle qualificazione ai Mondiali Femminili FIFA 2019 per la vittoria del Gruppo 3 UEFA in Olanda, che ha assicurato il passaggio della Norvegia al torneo finale in Francia. È stata elogiata dal team coach Martin Sjögren: "Ha solo 20 anni ma sembra aver giocato a nel calcio internazionale da 10 anni".

## Vita privata
Apertamente lesbica, ha avuto una relazione con la connazionale Marie Dølvik Markussen.
Dal 2022 è fidanzata con la compagna di squadra María Pilar León.

### Presenze e reti nei club
Statistiche aggiornate al 7 giugno 2025.
| Stagione              | Squadra               | Campionato            | Campionato | Campionato | Coppe nazionali | Coppe nazionali | Coppe nazionali | Coppe continentali | Coppe continentali | Coppe continentali | Altre coppe | Altre coppe | Altre coppe | Totale | Totale |
| Stagione              | Squadra               | Comp                  | Pres       | Reti       | Comp            | Pres            | Reti            | Comp               | Pres               | Reti               | Comp        | Pres        | Reti        | Pres   | Reti   |
| --------------------- | --------------------- | --------------------- | ---------- | ---------- | --------------- | --------------- | --------------- | ------------------ | ------------------ | ------------------ | ----------- | ----------- | ----------- | ------ | ------ |
| 2014                  | Trondheims-Ørn        | TS                    | 3          | 0          | CN              | 1               | 0               |                    | -                  | -                  |             | -           | -           | 4      | 0      |
| 2015                  | Trondheims-Ørn        | TS                    | 16         | 1          | CN              | 3               | 0               |                    | -                  | -                  |             | -           | -           | 19     | 1      |
| 2016                  | Trondheims-Ørn        | TS                    | 21         | 1          | CN              | 3               | 1               |                    | -                  | -                  |             | -           | -           | 24     | 2      |
| 2017                  | Trondheims-Ørn        | TS                    | 22         | 0          | CN              | 2               | 1               |                    | -                  | -                  |             | -           | -           | 24     | 2      |
| Totale Trondheims-Ørn | Totale Trondheims-Ørn | Totale Trondheims-Ørn | 62         | 2          |                 | 9               | 2               |                    | -                  | -                  |             | -           | -           | 71     | 4      |
| 2018                  | LSK Kvinner           | TS                    | 22         | 2          | CN              | 4               | 1               | UWCL               | 4                  | 0                  |             | -           | -           | 30     | 3      |
| 2019                  | LSK Kvinner           | TS                    | 9          | 2          | CN              | 1               | 0               | UWCL               | 2                  | 0                  |             |             |             | 12     | 2      |
| Totale LSK Kvinner    | Totale LSK Kvinner    | Totale LSK Kvinner    | 31         | 4          |                 | 5               | 1               |                    | 6                  | 0                  |             | -           | -           | 42     | 5      |
| 2019-2020             | Wolfsburg             | BL                    | 21         | 3          | CG              | 4               | 0               | UWCL               | 7                  | 2                  |             | -           | -           | 32     | 5      |
| 2020-2021             | Wolfsburg             | BL                    | 21         | 2          | CG              | 5               | 0               | UWCL               | 6                  | 1                  |             | -           | -           | 32     | 3      |
| Totale Wolfsburg      | Totale Wolfsburg      | Totale Wolfsburg      | 42         | 5          |                 | 9               | 0               |                    | 13                 | 3                  |             | -           | -           | 64     | 8      |
| 2021-2022             | Barcellona            | PD                    | 23         | 2          | CR              | 4               | 0               | UWCL               | 9                  | 1                  | SE          | 2           | 1           | 38     | 4      |
| 2022-2023             | Barcellona            | PD                    | 21         | 2          | CR              | 0               | 0               | UWCL               | 11                 | 0                  | SE          | 0           | 0           | 32     | 2      |
| 2023-2024             | Barcellona            | PD                    | 22         | 0          | CR              | 5               | 0               | UWCL               | 11                 | 0                  | SE          | 2           | 0           | 40     | 0      |
| 2024-2025             | Barcellona            | PD                    | 25         | 1          | CR              | 5               | 0               | UWCL               | 10                 | 0                  | CC+SS       | 1+0         | 0           | 38     | 1      |
| Totale Barcellona     | Totale Barcellona     | Totale Barcellona     | 91         | 5          |                 | 14              | 0               |                    | 41                 | 1                  |             | 5           | 1           | 148    | 7      |
| Totale Carriera       | Totale Carriera       | Totale Carriera       | 226        | 16         |                 | 37              | 3               |                    | 60                 | 4                  |             | 5           | 1           | 325    | 24     |

## Palmarès

### Club
- Campionato norvegese: 1

LSK Kvinner: 2018
- Coppa di Norvegia: 1

LSK Kvinner: 2018
- Campionato tedesco: 1

Wolfsburg: 2019-2020
- Coppa di Germania: 2

Wolfsburg: 2019-2020, 2020-2021
- Campionato spagnolo: 4

Barcellona: 2021-2022, 2022-2023, 2023-2024, 2024-2025
- Coppa della Regina: 3

Barcellona: 2021-2022, 2023-2024, 2024-2025
- Supercoppa spagnola: 3

Barcellona: 2023, 2024, 2025

#### Competizioni internazionali
UEFA Women's Champions League: 2 
Barcellona: 2022-2023, 2023-2024

### Nazionale
- Algarve Cup: 1

2019